# David von Heijne
Fredrik David August von Heijne, född den 8 juni 1848 i Helgarö socken, Södermanlands län, död den 23 april 1934 i Djursholm, Danderyds församling, Stockholms län, var en svensk jurist. Han tillhörde ätten von Heijne, var bror till Georg von Heijne Lillienberg och Lotten Edholm samt far till Nils, Bengt och Harald von Heijne.
von Heijne blev student vid Uppsala universitet 1865 och avlade examen till rättegångsverken 1871. Han blev auskultant i Svea hovrätt samma år, extra ordinarie
notarie vid Stockholms rådhusrätt samma år, i hovrätten samma år, vice häradshövding 1875, adjungerad ledamot i Svea hovrätt 1879, fiskal där 1883 och assessor samma år. von Heijne var hovrättsråd 1894–1918 och divisionsordförande 1900–1918. Han blev vice auditör vid Livgardet till häst 1875, auditör vid samma regemente 1882 och i regementet 1883(–1897). von Heijne blev riddare av Nordstjärneorden 1894 och kommendör av andra klassen av samma orden 1907. Han vilar på Norra begravningsplatsen utanför Stockholm.